# 卡蜜拉·曼德絲
卡蜜拉·卡拉羅·曼德絲（1994年6月29日—），美国女演员，因在CW電視劇《河谷鎮》中飾演薇蘿妮卡·洛奇而出名。

## 早年生活
卡蜜拉出生在維吉尼亞州的夏洛蒂鎮，來自她的兩位巴西人父母，吉赛尔和维克多·曼德絲。她的母亲來自南里奧格蘭德州的阿雷格里港，父亲則是來自巴西利亞。她曾搬了16次家甚至是更多，但她大部分的童年都是住在佛罗里达州，也就读了位在种植园的美洲遗产学校。10岁的时候，她曾住在巴西一年的時間。
2016年5月，卡蜜拉毕业於纽约大学蒂施藝術學院，與她合作的藝人寇爾·史普洛茲是同一間母校。

## 職涯
卡蜜拉的第一個演藝工作是宜家家居的廣告。
2016年，卡蜜拉在改編自阿奇漫畫的The CW青少年电视剧《河谷鎮》中飾演薇蘿妮卡的角色。卡蜜拉原先是Carson Kolker Organization的代表藝人，后来轉移到创新艺人经纪公司。
卡蜜拉於2017年12月登上MensHealth的杂志封面，以及2018年2月的柯夢波丹封面。 她的電影首次亮相是在《The New Romantic》中，並於2018年3月在西南偏南進行首映。 同月，卡蜜拉参演了《The Perfect Date》，與蘿拉·馬拉諾和麥特·華許共同演出 ，而电影将会于2019年4月12日在Netflix上映。

## 個人生活
2018年，卡蜜拉與在《河谷鎮》第一季後飾演“雷吉·曼托”的演員查爾斯·梅爾頓在傳出緋聞後確認交往關係，而後兩人於2019年末分手。
2023年情人節將她與男友魯迪·曼庫索(Rudy Mancuso)的關係正式釋出在Instagram上。2024年4月，電影的女主角Mendes和Mancuso與《PEOPLE 》談論了拍攝《Música》，同時墜入愛河。

## 影視作品
| 年      | 标题                   | 角色              | 注意到                   |
| ------- | ---------------------- | ----------------- | ------------------------ |
| 2017年– | 河谷鎮                 | 薇蘿妮卡·洛奇     | 主角                     |
| 2018年  | 河谷鎮                 | 年轻的赫麥妮·洛奇 | "第三十九章：午夜俱乐部" |
| 2018年  | 新羅曼蒂克             | Morgan            | 電影                     |
| 2019年  | 限時完美男             | Shelby Pace       | 電影，於Netflix首播。    |
| 2020年  | 棕榈泉                 | Tala Anne Wilder  | 電影                     |
| 2022年  | 復仇好閨蜜(Do Revenge) | Drea              | 電影，於Netflix首播。    |
| 待上映  | Coyote Lake            | Ester             | 電影                     |

### MV
| 年份   | 歌名            | 歌手                          |
| ------ | --------------- | ----------------------------- |
| 2018年 | "Give a Little" | Maggie Rogers                 |
| 2018年 | "Side Effects"  | 老菸槍雙人組 ft. Emily Warren |

## 奖项與提名
| 年份   | 頒獎典禮                    | 獎項                  | 作品       | 结果          | Ref.   |
| ------ | --------------------------- | --------------------- | ---------- | ------------- | ------ |
| 2017   | 青少年选择奖                | 畫面偷竊者選擇獎      | 《河谷鎮》 | 獲獎          | [ 16 ] |
| 2018年 | MTV电影和电视大奖           | 最佳接吻(与 K·J·阿帕) | 《河谷鎮》 | 提名          | [ 17 ] |
| 2018年 | 青少年选择奖                |                       | 《河谷鎮》 |               |        |
| 2018年 | 電視女演員選擇獎            | 提名                  | 《河谷鎮》 | [ 18 ] [ 19 ] |        |
| 2018年 | 電視搭檔選擇獎 (與K·J·阿帕) | 提名                  | 《河谷鎮》 | [ 18 ] [ 19 ] |        |
| 2018年 | 人民选择奖                  | 2018年電視女明星      | 《河谷鎮》 | 提名          | [ 20 ] |